# 2020 en sport automobile
Chronologie du Sport automobile
2019 en sport automobile - 2020 en sport automobile - 2021 en sport automobile